# 1992년 보스니아 헤르체고비나 독립 국민투표
1992년 보스니아 헤르체고비나 독립 국민투표는 1992년 2월 29일부터 3월 1일까지 보스니아 헤르체고비나 사회주의 공화국에서 실시된 국민투표로 보스니아 헤르체고비나의 유고슬라비아 사회주의 연방공화국에서 독립 여부를 결정하는 투표이다. 
보스니아 헤르체고비나는 보스니아 역사상 첫 자유 선거인 1990년 보스니아 헤르체고비나 총선과 유고슬라비아의 붕괴로 인해 발생한 민족 갈등의 고조 이후 1992년 2월 29일부터 3월 1일까지 독립을 결정하는 국민 투표를 진행했다. 유권자 중 64%가 이 투표에 참여했으며 이 중 99.7%가 보스니아 헤르체고비나의 독립을 찬성했다. 무슬림, 보스니아인, 크로아티아계 유권자들은 독립을 강력히 지지했지만, 세르비아계 유권자들은 국민투표를 불참하거나 세르비아계 당국에 의해 참여가 금지되기도 했다. 1992년 3월 3일 보스니아 헤르체고비나 대통령 의장인 알리야 이제트베고비치는 보스니아 헤르체고비나 공화국의 독립을 선언했고, 의회는 이를 비준했다. 4월 6일 미국과 유럽 경제 공동체는 보스니아 헤르체고비나를 독립국으로 승인했고, 5월 22일에는 유엔에 가입했다.